# Пшемислав Станьчик
Пшемислав Станьчик (пол. Przemysław Stańczyk, 12 лютого 1985) — польський плавець.
Учасник Олімпійських Ігор 2004, 2008 років.
Чемпіон світу з водних видів спорту 2007 року.
Призер Чемпіонату Європи з плавання на короткій воді 2006 року.
Переможець літньої Універсіади 2005, 2009 років.